# ونینا سانچز
وانینا پائولا سانچز برون (اسپانیایی: Vanina Paola Sánchez Berón؛ متولد ۱۳ مارس ۱۹۷۹ در سان مارتین د لوس آندز، نئوکن) یک تکواندوکار آرژانتینی است. او سه بار در بازی‌های پان امریکن صاحب مدال شد و مدال نقره وزن ۶۰ کیلوگرم در مسابقات قهرمانی تکواندو جهان ۱۹۹۵ در مانیل، فیلیپین را بدست آورد.
سانچز اولین بازی رسمی خود را در بازی‌های المپیک تابستانی ۲۰۰۴ در آتن در دسته سبک‌وزن زنان (۶۷ کیلوگرم) انجام داد. او اولین مسابقه مقدماتی را با تصمیم داوران با نتیجه ۱۰–۱۰ به مری آنتوانت ریورو از فیلیپین باخت.